# Rigi Kulm

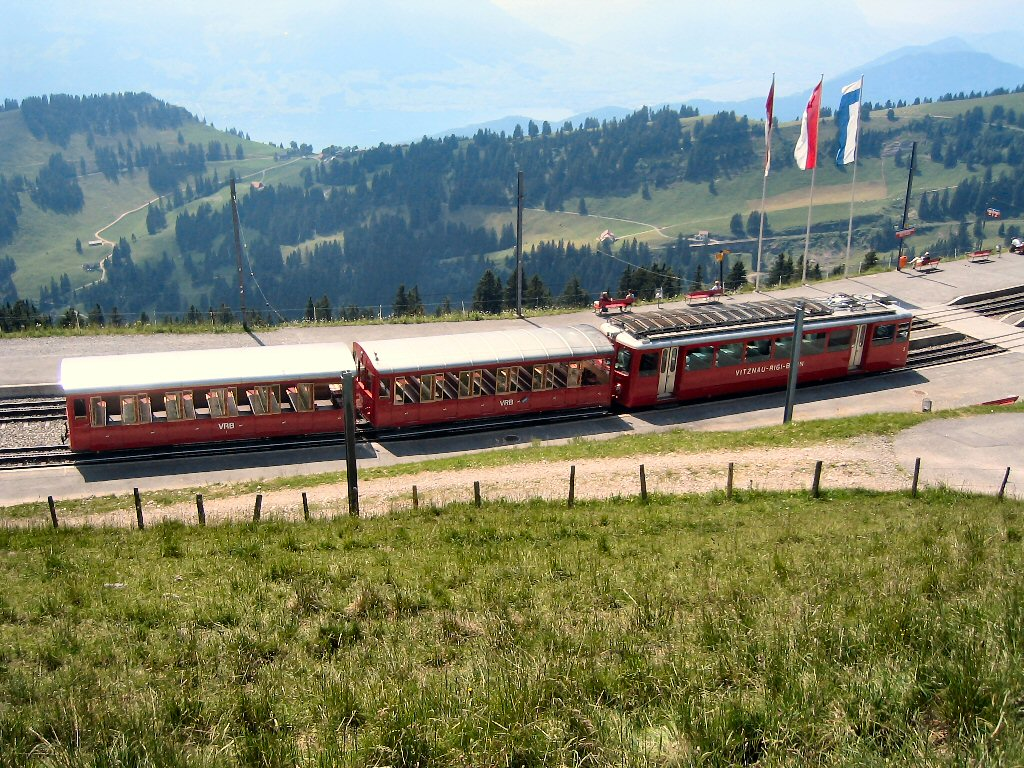
Eindstation van de Rigispoorwegen

Rigi Kulm is een Zwitsers gehucht enkele tientallen meters onder de top van de berg Rigi in het Schwyz. 

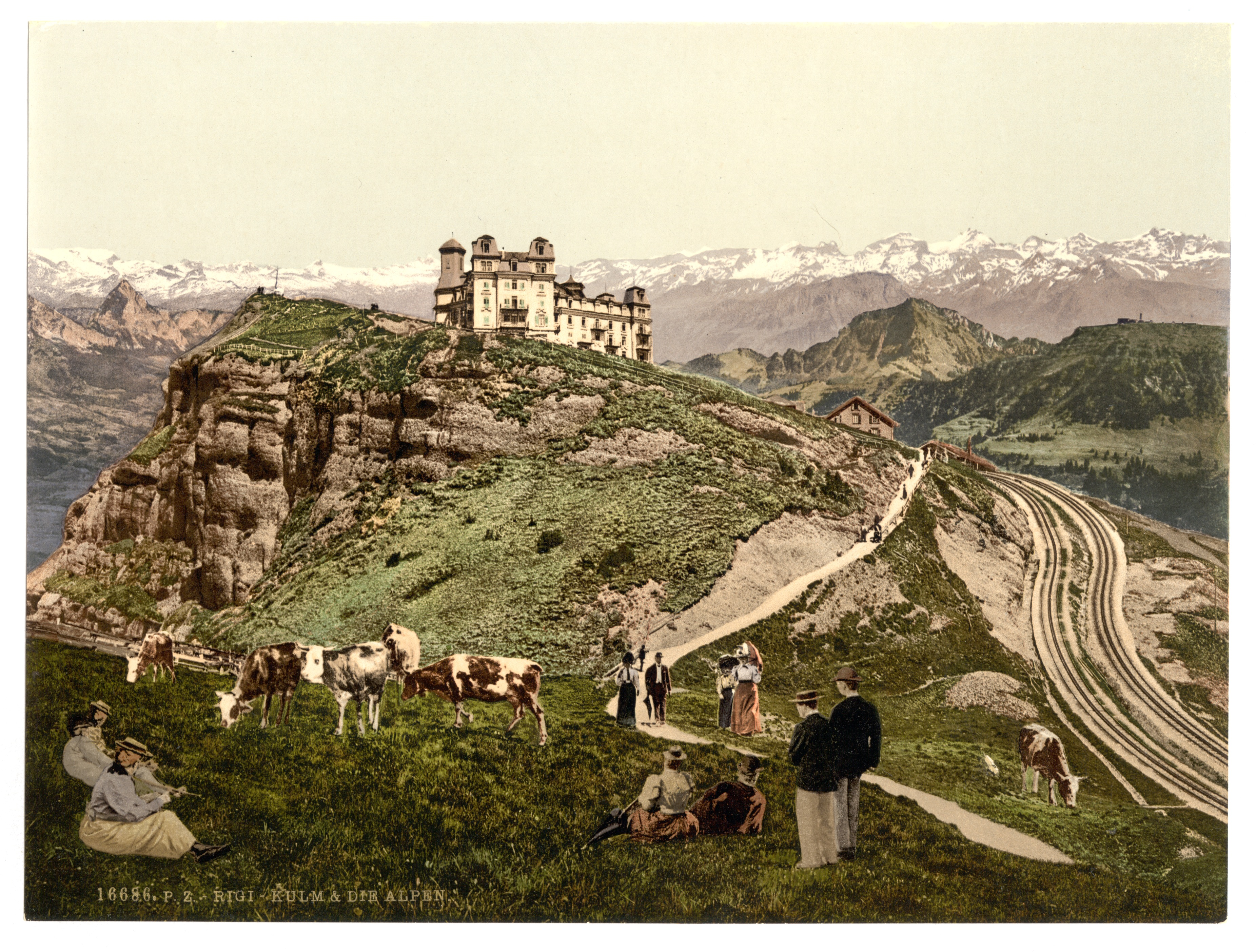

De voornaamste bedrijvigheid is het toerisme. 
Rigi Kulm is het eindstation van de Rigispoorwegen. 
Het station ligt op 1752 meter. 
Vanaf dit station gaat de Vitznau–Rigi Kulmbahn naar Vitznau aan het Vierwoudstrekenmeer en de Arth-Rigi-Bahn naar Arth-Goldau aan het Meer van Zug.   